# Le Chesne (Eure)
Le Chesne település Franciaországban, Eure megyében. Lakosainak száma 629 fő (2018. január 1.).

## Népesség
A település népességének változása:
| Lakosok száma | 336  | 307  | 324  | 382  | 411  | 515  | 591  | 1448 | 643  | 629  |
|               | 1962 | 1968 | 1975 | 1990 | 1999 | 2008 | 2013 | 2016 | 2017 | 2018 |